# بصاليم
بصاليم هي إحدى القرى اللبنانية من قرى قضاء المتن في محافظة جبل لبنان. وأغلب سكانها هم من المسيحيين.

## أعلام
- ماغي بو غصن